# 蔡家坡镇
蔡家坡镇，是中华人民共和国陕西省宝鸡市岐山县下辖的一个镇，位于中国内陆腹地、陕西省关中平原西部。蔡家坡是宝鸡市大城市的副中心，工业基础雄厚，自陕汽成立后初步形成了以重型微型汽车制造及零部件生产、服装纺织、医药化工、机械电子、食品加工、建筑建材等为主导产业的工业格局，是中国西北地区著名的工业基地和地方货运进出关口，同时也是关中西部重要的农产品供应基地。被当地人誉为“魅力之都”。2011年7月7日，原五丈原镇、曹家镇、安乐镇并入蔡家坡镇。

## 行政区划
蔡家坡镇下辖以下地区：
东街社区、火车站社区、开发区社区、西北机器厂社区、陕西九棉社区、渭河工模具总厂社区、五丈原社区、陕汽集团有限责任公司幸福社区、陕西开关厂社区、东堡子村、岐星村、另胡村、水寨村、龚刘村、宋家尧村、三刀岭村、古城村、永乐村、赵家村、南星村、北星村、西星村、同星村、红星村、温星村、五星村、五丈原村、三塬村、四塬村、鱼龙村、原星村、曹家村、郑西村、秦鸣村、安乐村、胡新村、柳家庄村、唐家岭村、王其村、桂林村、华明村、落星堡村、洪沟村和鸡坡村。

## 交通
陇海铁路在该镇设有蔡家坡站，徐兰高铁西宝段在该镇南侧设有岐山站。